# Charlotte Kolters
Charlotte Kolters (* 29. März 1979 in Systofte Sogn) ist eine ehemalige dänische Triathletin. Sie ist Europameistern (2007) und Vize-Weltmeisterin (2008) auf der Triathlon-Langdistanz.

## Werdegang
In ihrer Jugend war Charlotte Kolters im Schwimmsport aktiv.

Ende 2000 startete Kolters als 21-Jährige bei ihrem ersten Triathlon auf der Kurzdistanz und 2005 erstmals über die Langdistanz (3,8 km Schwimmen, 180 km Radfahren und 42,195 km Laufen).
Sie ging in der 1. Bundesliga für Bayer 05 Uerdingen an den Start.
Im Juni 2007 wurde sie Europameisterin auf der Triathlon-Langdistanz. 
Im August 2008 wurde sie in Almere ITU-Vize-Weltmeisterin auf der Triathlon Langdistanz. 
Im August 2009 wurde sie in Prag Dritte bei der Europameisterschaft auf der Triathlon-Langdistanz. 
Seit 2009 tritt Charlotte Kolters nicht mehr international in Erscheinung.

## Sportliche Erfolge
| Datum/Jahr    | Rang | Wettbewerb           | Austragungsort | Zeit     | Bemerkung                                                                                   |
| ------------- | ---- | -------------------- | -------------- | -------- | ------------------------------------------------------------------------------------------- |
| 2007          | 2    | Ironman 70.3 Austria | St. Pölten     | 04:28:00 | Silbermedaille hinter der Ungarin Erika Csomor und vor der Italienerin Edith Niederfriniger |
| 11. Sep. 2005 | 5    | UK Ironman 70.3      | Somerset       | 05:09:18 |                                                                                             |

| Datum/Jahr    | Rang | Wettbewerb                                         | Austragungsort   | Zeit     | Bemerkung                                                               |
| ------------- | ---- | -------------------------------------------------- | ---------------- | -------- | ----------------------------------------------------------------------- |
| 10. Okt. 2009 | DNF  | Ironman Hawaii                                     | Hawaii           | –        |                                                                         |
| 8. Aug. 2009  | 3    | ETU Long Distance Triathlon European Championships | Prag             | 06:22:57 | [ 1 ]                                                                   |
| 7. Nov. 2009  | DNF  | Ironman Florida                                    | Panama City      | –        | Aufgabe, nachdem sie noch als Führende auf die Laufstrecke gegangen war |
| 31. Mai 2009  | 2    | Ironman Brasil                                     | Florianópolis    | 09:18:31 | Zweiter Rang hinter der Siegerin Dede Griesbauer                        |
| 31. Aug. 2008 | 2    | ITU Long Distance Triathlon World Championships    | Almere           | 06:30:15 | Vize-Weltmeisterin, hinter Chrissie Wellington                          |
| 29. Juni 2008 | 2    | ITU Long Distance Triathlon World Series Event     | Brasschaat       | 04:06:22 | Zweite hinter der Deutschen Nina Kraft                                  |
| 24. Mai 2008  | 4    | Ironman Lanzarote                                  | Playa del Carmen | 10:16:31 | [ 7 ]                                                                   |
| 15. Juli 2007 | 10   | ITU Long Distance Triathlon World Championships    | Lorient          | 04:12:50 |                                                                         |
| 24. Juni 2007 | 1    | ETU Long Distance Triathlon European Championships | Brasschaat       | 04:10:30 | Europameisterin auf der Triathlon-Langdistanz                           |
| 26. Aug. 2006 | 10   | ETU Long Distance Triathlon European Championships | Amsterdam        | 06:35:02 |                                                                         |
| 7. Aug. 2005  | 6    | ITU Long Distance Triathlon World Championships    | Fredericia       | 06:35:27 | [ 9 ]                                                                   |

(DNF – Did Not Finish)